# Bharat Dynamics Limited
Bharat Dynamics Limited (BDL) — є одним з індійських виробників боєприпасів і ракетних систем. Компанія була заснована в 1970 році в Хайдарабаді, Індія. BDL було створено як виробничу базу для систем керованої зброї та розпочато з пулу інженерів, залучених з Indian Ordnance Factories, DRDO та аерокосмічної промисловості. Все розпочалося з виробництва протитанкової керованої ракети першого покоління – французької SS.11B1. Цей продукт став кульмінацією ліцензійної угоди, яку уряд Індії уклав з Aerospatiale. BDL має три виробничі одиниці, розташовані в Канчанбагх, Хайдарабад; Бханур, округ Медак, і Вішакхапатнам, штат Андхра-Прадеш.
Планується будівництво двох нових блоків в Ібрагімпатнамі, районi Ранга Редді, Телангана та Амраваті, Махараштра.

## Історія
Індія почала розробляти власні ракети в рамках Програми розробки інтегрованих керованих ракет (IGMDP), що дало BDL можливість брати активну участь у програмі, в якій вона була визначена як головне виробниче агентство. Це відкрило безліч можливостей для засвоєння передових технологій виробництва та управління програмами та навичок. У відповідь на паралельні інженерні підходи, прийняті DRDO в IGMDP, BDL вважали надійним і гідним довіри союзником, що призвело до створення першої в Індії найсучаснішої ракети «земля-земля» Prithvi. BDL надав Prithvi трьом службам відповідно до вимог. BDL здійснила вторгнення в галузі систем підводної зброї, ракет класу «повітря-повітря» та відповідного обладнання за технологічної підтримки від DRDO та інших гравців у цій галузі.